# سیاه‌خروس فندقی
سیاه‌خروس فندقی (نام علمی: Tetrastes bonasia) نام یک گونه از تیره قرقاولان است.